# Joseph Dehler
Joseph Dehler (* 1944 in Marbach (Petersberg)) ist ein ehemaliger deutscher Hochschullehrer im Bereich Pädagogik und späterer Politikberater.

## Leben
Dehler wuchs in Fulda im heutigen Stadtteil Lehnerz auf. Nach Ausbildung und Tätigkeit im Hotelfach leistete er seinen Wehrdienst bei der Bundespolizei (BGS) ab. Danach besuchte er die Hotelfachschulen in Tegernsee und Bad Wiessee und begab sich auf den Zweiten Bildungsweg.  Anschließend studierte er Sozialarbeit an der Fachhochschule Frankfurt am Main mit dem Abschluss „Staatlich anerkannter Sozialarbeiter“. Während dieser Zeit war er auch Vorsitzender des Allgemeinen Studentenausschusses (AStA).
Danach war er u. a. als Fachbereichsleiter für Gesellschaft und Politik an der Volkshochschule Bad Homburg tätig. Gleichzeitig studierte er Erziehungs-, Gesellschafts- und Politikwissenschaften sowie Psychologie an der Goethe-Universität Frankfurt mit Abschluss Diplom-Pädagoge. Ferner absolvierte er ein Referendariat für das Höhere Lehramt an beruflichen Schulen und war an verschiedenen hessischen Berufsschulen tätig. In dieser Zeit schrieb er auch seine Dissertation an der Goethe-Universität Frankfurt zum Thema „Politische Bildungsarbeit mit Mädchen ohne Berufsausbildung“ und promovierte zum Dr. phil. Im akademischen Bereich verfasste er später auch eine kumulierte Habilitationsschrift im Fach Politikwissenschaft an der Justus-Liebig-Universität Gießen.
Im Jahr 1976 wurde er zum Professor an der Fachhochschule Fulda u. a. für „berufsbezogene Erziehungs- und Beratungsprozesse“ berufen. 1980 wurde Dehler dort zum Prorektor gewählt. Schließlich war er in den Jahren 1982 bis 1994 der von Professoren, Mitarbeitern und Studenten gewählte Rektor der Hochschule Fulda. In dieser Zeit war er u. a. Berater der österreichischen Bundesregierung zu Fragen des Wissenstransfers und dazu Lehrbeauftragter an der Universität Innsbruck. Gleichzeitig initiierte er die Stiftung „Regionales Zentrum für Wissenschaft, Technik und Kultur Osthessen, Westthüringen, Bayerische Rhön“, deren Vorstandsvorsitzender er lange Jahre war. Auch engagierte er sich im UNESCO-Biosphärenreservat Rhön, zu dessen Gründung er 1991 die Festansprache hielt zum Thema „Chancen für eine natur- und menschengerechte Regionalentwicklung“. Im Biosphärenreservat Rhön war Dehler zudem Mitglied im geschäftsführenden Vorstand des Vereins für Natur und Lebensraum Rhön.
Im Jahr 1994 wurde Dehler für die hessische Landesregierung tätig und dort zum Regierungsbeauftragten für Innovation und Technologieentwicklung berufen. Nach dem Jahr 2000 wurde er unter anderem Koordinator für regionale Innovationsförderung des Bundesministeriums für Bildung und Forschung sowie später Innovationsbeauftragter des Landes Sachsen-Anhalt. Gleichzeitig war er im Ministerium für Wirtschaft und Technologie des Landes Sachsen-Anhalt. Abteilungsleiter Mittelstand und Innovationspolitik; später als Ministerialdirigent Leiter der Zentralabteilung im Ministerium für Wirtschaft und Arbeit. Anschließend „Beauftragter für förderpolitische Strategien und länderübergreifende Zusammenarbeit“ im Ministerium der Finanzen des Landes Sachsen-Anhalt. Seit 2009 ist Dehler als unabhängiger Politikberater in Berlin tätig.
Joseph Dehler war zudem Gründungsmitglied des Instituts Solidarische Moderne und publiziert neben wissenschaftlicher Literatur Erzählungen und politische Satiren etwa im VAS-Verlag. Dort ist er auch Mitherausgeber der Reihen Wissenschaft in gesellschaftlicher Verantwortung sowie Politik in sozialer und ökologischer Verantwortung.

## Politische Tätigkeit
Im Jahr 1998 wurde Dehler von SPD, Grünen und CWE als Oberbürgermeisterkandidat in der CDU-Hochburg Fulda nominiert. Er erzielte 31 % der Wählerstimmen.
Im Dezember 2015 erklärte Dehler in einem persönlichen Schreiben an den SPD-Vorsitzenden Sigmar Gabriel seinen Austritt aus der SPD, da er mit deren Politik in Bezug auf den syrischen Bürgerkrieg nicht einverstanden war.

## Schriften (Auswahl)
- Hans Hartz. Auf ein Wort. Edition Bodoni, Berlin 2013, ISBN 978-3-940781-47-5.
- Die große Luftnummer (= Neues aus dem Garten der Macht. 1). VAS, Bad Homburg 2012, ISBN 978-3-88864-508-2.
- Senator Zimmermann außer Rand und Band. Politsatire. Gryphon, München u. a. 2012, ISBN 978-3-937800-18-9.
- Nasentanz. Früchtchen aus dem Garten der Macht. Erzählungen. VAS, Bad Homburg 2010, ISBN 978-3-88864-492-4.
- Generation Bonjos. Die Zeit zwischen den Stühlen. Edition Bodoni, Berlin 2010, ISBN 978-3-940781-09-3.
- Biosphärenreservat Rhön. Chancen für eine natur- und menschengerechte Regionalentwicklung. Festansprache anlässlich der Einweihung des Biosphärenreservates Rhön am 25.9.91 in Kaltensundheim/Thüringen (= Wissenschaft in gesellschaftlicher Verantwortung. Band 23). VAS, Frankfurt am Main 1991, ISBN 3-88864-123-3.
- Stadt und Hochschule. Bestandsaufnahme und Perspektiven kommunalen Wissenstransfers. Eine empirische Untersuchung. Deutscher Studienverlag / Beltz, Weinheim u. a. 1989, ISBN 3-89271-157-7.
- Wissenstransfer für die Gesellschaft. Hochschule und sozial-ökologische Praxis. Eine empirische Untersuchung. Deutscher Studienverlag / Beltz, Weinheim 1989, ISBN 3-89271-145-3.
- mit Egon Becker: Abschied von der Selbstherrlichkeit. Wissenschaft und Hochschule zwischen individueller Freiheit und ökologischer Verantwortung (= Wissenschaft in gesellschaftlicher Verantwortung. Band 6). VAS, Frankfurt am Main 1989, ISBN 3-88864-106-3.
- Wider die Verschwendung von Wissen. Vernetzung in Wissenschafts-Zentren. Ein Diskussionsvorschlag. VAS-Verlag, Frankfurt am Main 1988, ISBN 3-88864-100-4 (7., überarbeitete Auflage als: Wider die Verschwendung von Wissen. Vernetzung in regionalen Wissenschaftszentren (= Reihe Wissenschaft in gesellschaftlicher Verantwortung. 0). ebenda 1992).
- als Herausgeber mit Karl-Heinz Balon und Benno Hafeneger: Arbeitslosigkeit. Wider die Gewöhnung an das Elend (= Fischer-Taschenbücher. Band 4264). Fischer-Taschenbuch-Verlag, Frankfurt am Main 1986, ISBN 3-596-24264-9.
- als Herausgeber mit Karl Heinz Balon und Bernhard Schön: Arbeitslose: Abgeschoben, diffamiert, verwaltet. Arbeitsbuch für eine alternative Praxis (= Fischer-Taschenbücher. 4204). Fischer-Taschenbuch-Verlag, Frankfurt am Main 1978, ISBN 3-596-24204-5.
- Mädchen ohne Berufsausbildung. Gesellschaftliche Situation, Bewusstsein und Verhalten von jugendlichen Arbeiterinnen. Ansätze politischer Bildungsarbeit (= Edition 2000. 64). Achenbach, Lollar 1978, ISBN 3-87958-164-9 (Zugleich: Frankfurt (Main), Universität, Dissertation, 1977).
- Jungarbeiterinnen. Lebens- und Arbeitssituation, Bewusstsein und politisches Lernen. Materialien. Erkenntnisse aus der Praxis für die Praxis. Raith, Starnberg 1974, ISBN 3-921121-72-8.
- Fremdgelenkt: Im Strudel von Macht und Liebe, edition bodoni, Buskow bei Neuruppin 2025, ISBN 978-3-947913-49-7.